# Trnová u Jíloviště

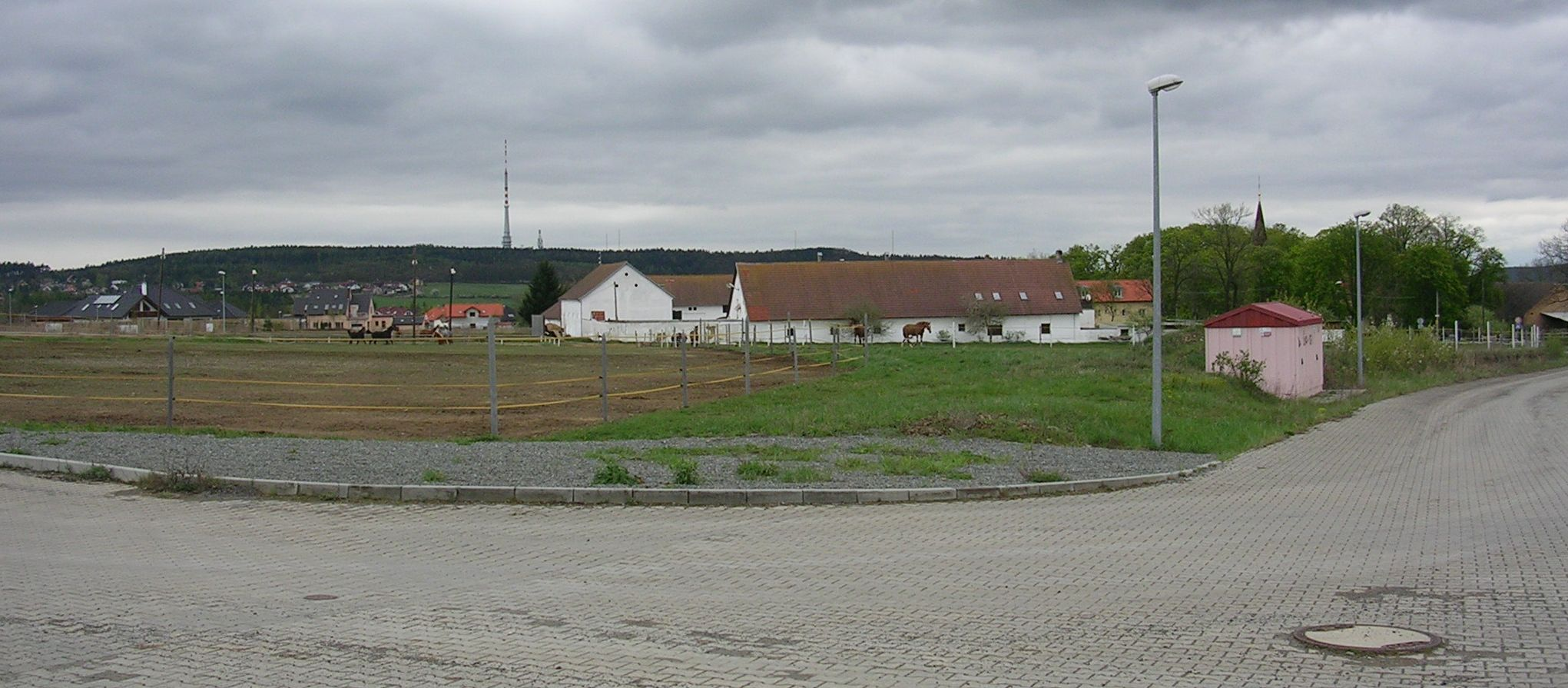
Blick auf Trnová und die Kopanina

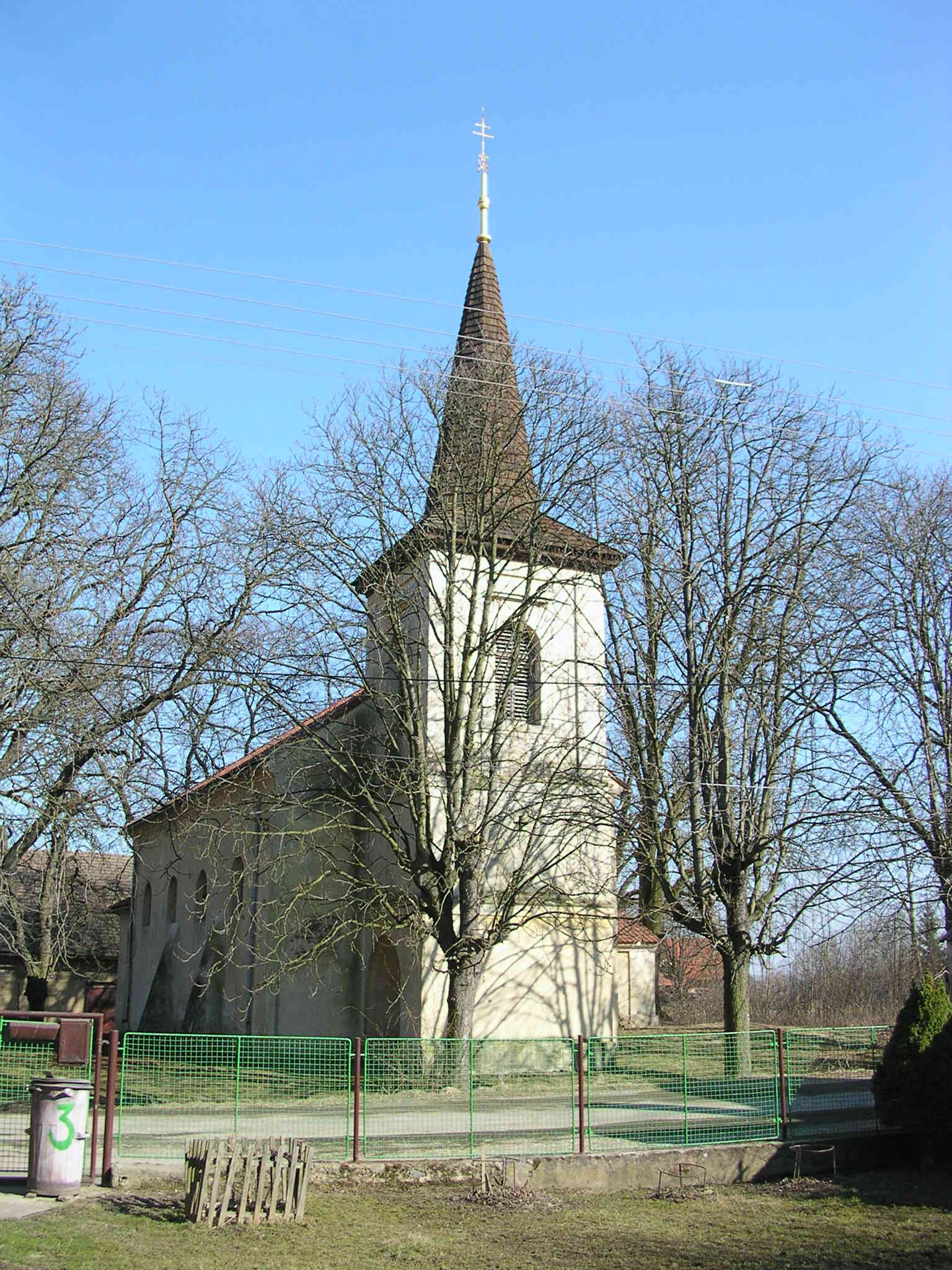
Heiliggeistkirche Trnová

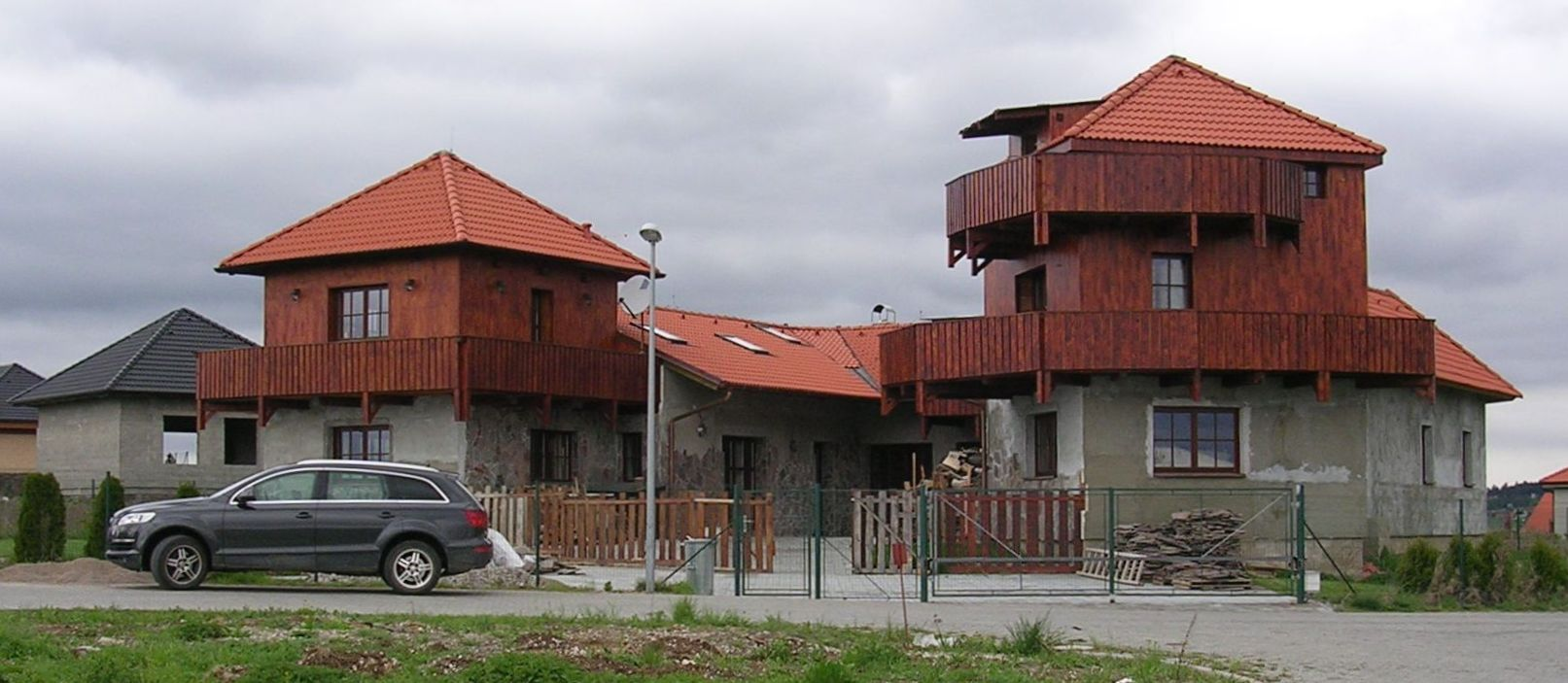
„Hausburg“ in der Villensiedlung

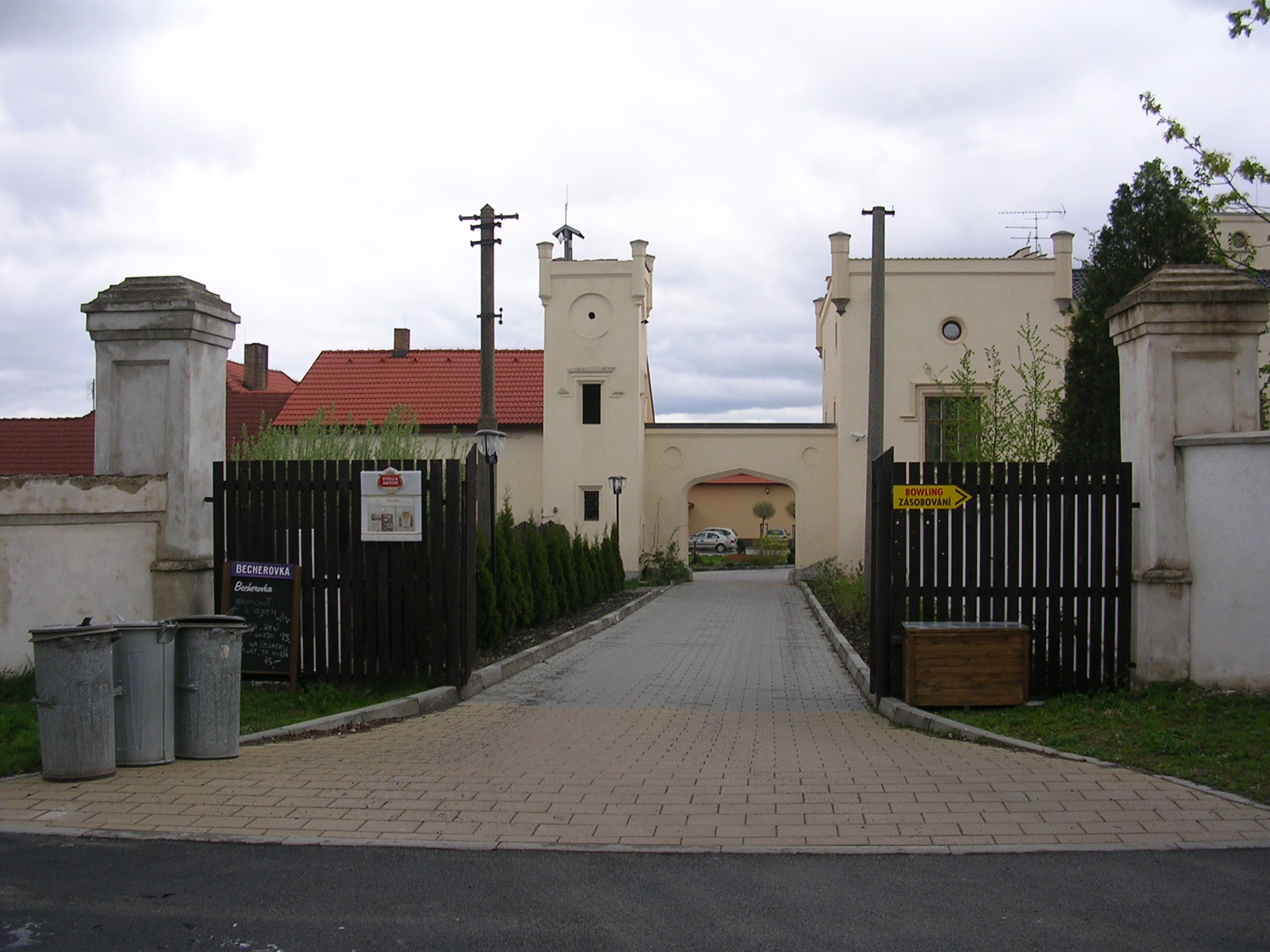
Haupteinfahrt des Schlosses Trnová

Trnová (deutsch Trnowa, 1939–45 Tirnau) ist eine Gemeinde in Tschechien. Sie liegt 19 Kilometer südlich des Stadtzentrums von Prag und gehört zum Okres Praha-západ.

## Geographie
Trnová befindet sich linksseitig über dem Tal der Moldau in den nordöstlichen Ausläufern der Brdská vrchovina. Nördlich erhebt sich die Kopanina (411 m), im Osten der Chlumík (348 m), südwestlich der Vršky (361 m) und im Nordwesten der Kámen (414 m). Nordwestlich des Dorfes verläuft die Schnellstraße R 4 zwischen Zbraslav und Mníšek pod Brdy. Im Osten führt die Bahnstrecke Dobříš–Praha-Modřany durch das Moldautal.
Nachbarorte sind Vrané nad Vltavou, Nad Statkem und Skochovice im Nordosten, Leznice, Nová Březová und Březová im Osten, Měchenice, Zástrovká, Masojídka, Šerpina, Račany und Davle im Südosten, Sloup, Hvozdnice, Spálený Mlýn und Čtvrt Svatopluka Čecha im Süden, Klínec, Varadov, Mlýnec und Na Homolce im Südwesten, V Remízku, Potoky, Nový Dvůr und Černolice im Westen sowie Všenory und Jíloviště im Nordwesten.

## Geschichte
Das Dorf Trnová wurde 1342 im Wald Rubeta durch die Vladiken Pešek und Oldřich von Kosoř im Auftrag des Stiftes Břevnov angelegt. Den Ortsgründern wurde das Recht zur Errichtung eines Kretschams, einer Schmiede, eines Baderhauses und einer Mühle sowie der Grundsteinlegung für die Kirche zugestanden. Im Jahre 1359 wurde die Kirche erstmals als Pfarrkirche erwähnt. Wegen der Abgelegenheit von den anderen Gütern verkaufte das Stift das Gut Trnová später. Zu den nachfolgenden Besitzern gehörte u. a. Udalrich Zajíc von Hasenburg und Waldeck, der das Gut dem Augustinerkloster der hl. Benigna schenkte. Die Augustiner tauschten Trnová später gegen die Güter Praskoles und Sedletz ein. Als Besitzer wechselten sich danach verschiedene Prager Bürger ab. Zu Beginn des 15. Jahrhunderts gehörte das Gut der Pfarrkirche des hl. Ägidius in der Prager Altstadt und ab 1614 Wenzel Wilhelm von Raupowa. Dessen Güter wurden nach der Schlacht am Weißen Berg konfisziert und Trnová wieder der Kirche des hl. Ägidius übereignet. Während des Dreißigjährigen Krieges blieb Trnová wegen seiner abseitigen Lage von den von Prag nach Südböhmen führenden Straßen von Plünderungen und Zerstörungen durch durchziehende Soldateska, die vor allem die Güter des Klosters Königsaal heimsuchte, verschont. 1688 wurde in Trnová eine Herberge für die Dominikaner aus dem Prager Kloster des hl. Ägidius errichtet. Nach 1720 wurde der Gutshof Trnová errichtet. Wegen der wenig ertragreichen Böden wurde das Gut häufig veräußert. Der Besitzer des Gutes Bratronice, Christian Josef Paulin Reichsritter von Gfäßer, kaufte das Gut Trnová am 12. November 1759 für 20.300 Gulden. Er ließ die alte Dominikanerherberge als Herrschaftssitz zu einem zweigeschossigen Schloss umgestalten. Der Prager Buchdrucker und -händler Johann Ferdinand Ritter von Schönfeld, der das Gut 1789 von Gfässer erworben hatte, ließ 1791 in Trnová eine Trivialschule errichten. Außerdem gründete von Schönfeld in Trnová die erste Landwirtschaftsschule in Böhmen, in der 12- bis 18-jährige Burschen eine Ausbildung nach modernen Prinzipien der Landwirtschaft erhielten. Von ihm erwarb der Landesadvokat Joseph Schaabner Edler von Schönbaar das Gut. Dessen Erben veräußerten Trnová 1818 an Johann Daublebsky von Sterneck. 1823 kaufte Joseph Eduard Schaabner Edler von Schönbaar Trnová zurück, am 25. Juli 1838 veräußerte er es an Václav Škroup (Wenzel Skraup). 1829 wurde in Trnová eine Schule eingerichtet, zu der auch Kinder aus Gilowischt eingeschult waren.
Im Jahre 1845 umfasste das im Berauner Kreis gelegene Gut Trnowa eine Nutzfläche von 766 Joch 315 Quadratklafter, die sämtlich der Obrigkeit gehörten. Die Untertanen waren Emphytheuten und lebten von Tagelöhnerarbeiten und Gewerben. Einzige Ortschaft des Gutes war das gleichnamige Dorf Trnowa. Dieses bestand aus 26 Häusern mit 276 Einwohnern, darunter vier jüdischen Familien. Unter herrschaftlichem Patronat standen die Pfarrkirche zum hl. Geist, die Pfarrei und die Schule. Außerdem gab es in Trnowa ein obrigkeitliches Schloss, einen obrigkeitlichen Meierhof mit Schäferei, ein obrigkeitliches Bräuhaus, ein obrigkeitliches Branntweinhaus mit Pottaschensiederei sowie ein Wirtshaus. Abseits lagen im Moldautal das Wirtshaus Lesnitz ( Leznice), das als Einkehrhaus für Schiffer diente sowie die Mühle Holubow (Holubovský mlýn) und die Stehliker Mühler mit einer Brettsäge. Zur Pfarre Trnowa gehörten außer dem Pfarrdorf keine weiteren Ortschaften. Bis zur Mitte des 19. Jahrhunderts war Trnowa das Amtsdorf der gleichnamigen Gutes und zugleich auch für das Lehngut Čisowitz.
Nach der Aufhebung der Patrimonialherrschaften bildete Trnová ab 1849 eine Gemeinde im Gerichtsbezirk Königsaal. Im Jahre 1860 kaufte der Karolinenthaler Maschinenfabrikant Vincenc Daněk das Gut und ließ das Schloss im Stile der Romantik umgestalten. Nach der Vollendung des Umbaus verkaufte Daněk 1864 das Gut Trnová und erwarb das größere Schloss Tloskov. Ab 1869 gehörte Trnová zum Bezirk Smichow. Im Jahre 1875 vereinigten sich Jíloviště und Trnová zu einer Gemeinde Jíloviště. Trnová bestand zu dieser Zeit aus 33 Häusern und hatte 233 Einwohner. Im Jahre 1880 wurde Jíloviště nach Trnová umgepfarrt. Zu den nachfolgenden Besitzern des Gutes gehörte Maximilian Scharschmied von Adlerstreu, der bis 1895 im Schloss eine Brauerei betrieb. Zu Beginn des 20. Jahrhunderts erwarb Karel Košťál das Gut Trnová. 1905 gab es in Trnová eine Gendarmeriestation und eine zweiklassige Schule. Václav Schloger, der das Gut am 10. August 1907 erworben hatte, forcierte den Anbau von Getreide und die Milchviehzucht. Trnová löste sich 1920 von Jíloviště los und bildete eine eigene Gemeinde. 1927 wurde das Dorf dem Okres Praha-venkov, 1942 dem Okres Praha-venkov-jih und 1949 zum Okres Praha-jih zugeordnet. Im Jahre 1932 lebten in Trnová mit Holubovský Mlýn 216 Personen. 1935 begann der Bau der Moldautalsperre in Vrané. Trnová wurde 1960 nach Jíloviště eingemeindet und zugleich dem Okres Praha-západ zugeordnet. Am 24. November 1990 löste sich Trnová wieder von Jíloviště los.
Seit den 1990er Jahren wurde das Dorf nach Südwesten und Westen hin erweitert. Neben Einfamilienhäusern entstanden auch mehrere Villen im Unternehmerbarock (Podnikatelské baroko).

## Gemeindegliederung
Für die Gemeinde Trnová sind keine Ortsteile ausgewiesen. Zu Trnová gehört die Siedlung V Remízku.

## Sehenswürdigkeiten
- Heiliggeistkirche, erbaut in der Mitte des 14. Jahrhunderts. Sie wurde um 1720 barock umgestaltet. An der Nordseite ist das ursprüngliche gotische Portal eingemauert. In der Kirche befindet sich die Gruft der Familie Škroup.
- Schloss Trnová, der ursprünglich barocke Bau entstand in der zweiten Hälfte des 18. Jahrhunderts für Christian Josef Paulin Ritter von Gfässer anstelle einer Dominikanerherberge. Vincenc Daněk ließ den Bau zwischen 1860 und 1864 neubarock umgestalten. Dabei entstanden der Uhrturm sowie die Ecktürmchen mit Risalit. Ab 1907 gehörte das Schloss der Familie Schloger. Nach der Verstaatlichung im Jahre 1948 diente es zunächst als Archiv und Lager, später wurde darin eine Ausbildungsstätte für Pferdezüchter und Reiter eingerichtet. Nach der Samtenen Revolution wurde das verwüstete Schloss und Gut an die Familie Schloger restituiert. 1994 wurde das Schloss zum Nationalen Kulturdenkmal erklärt. Im Jahre 2006 kaufte der ehemalige Minister Ivan Pilip zusammen mit seiner Frau Lucie das Schloss und ließ es bis 2008 sanieren. Es dient heute als Schlosshotel und Konferenzzentrum sowie Wohnsitz der Familie Pilip.
- Eisenbahnbrücke über die Moldau bei Skochovice
- Gebäude der ehemaligen Landwirtschaftsschule
- Gasthof Trnová, er wurde 2008 saniert, erhalten ist das gotische Kellergewölbe des historischen Kretschams
- Aussichtspunkt Škroupova vyhlídka über dem Moldautal

## Persönlichkeiten
- František Škroup (1801–1862), der Komponist war in Trnová oft zu Gast beim Pfarrer, später auf dem Gut seines Bruders Václav. Einer seiner Lieblingsplätze war die Aussicht Kazatelna über dem Moldautal, die heute nach ihm als Škroupova vyhlídka benannt ist. Örtlichen Überlieferung nach soll Škroup dort auch die Melodie zum Lied Kde domov můj niedergeschrieben haben.
- Ema Destinová (1878–1930), die Sopranistin war zwischen 1907 und 1911 regelmäßig zu Gast bei Václav Schloger, der ihr einen Schlossflügel reservierte. Für die Künstlerin veranstaltete er Jagden und Ausflugsfahrten, bei denen sie mit ungewöhnlichen Hosenanzügen für Aufsehen sorgte.